# 安達高景
安達 高景（あだち たかかげ、生没年不明）は、鎌倉時代末期の武将。鎌倉幕府御家人。安達時顕の嫡男。安達氏最後の秋田城介。

## 略歴
元服時に北条氏得宗家当主・鎌倉幕府第14代執権・北条高時より偏諱を受けて高景と名乗る。尚、安達氏嫡流の「秋田城介家」は景盛―義景―泰盛―宗景と続き、「○盛」と「○景」が交互に名付けられていることが窺え、高景の場合も「○景」という名付け方であることから、元服した後に宗景の後継となることが決まった父・時顕とは違って、元服の段階で既に秋田城介の継承者となることが決定していたとする見解もある。また、姉妹が高時の正室であり、内管領長崎円喜の娘を妻として父時顕と共に得宗家の外戚として権勢を強めた。元徳3年（1331年）、五番引付頭人に就任。同年、後醍醐天皇の退位を促す使者として二階堂貞藤とともに上洛している。
『太平記』によれば、元弘3年/正慶2年（1333年）5月の鎌倉幕府滅亡（東勝寺合戦）に際し、東勝寺で高時ら北条一門と共に自害したとされている。

## 備考
鎌倉幕府滅亡後に「高景」なる者が、北条時如（ときゆき、名越流北条氏）と共に北条氏の所領があった奥州へ逃れ、御内人の曽我道性に匿われて同年暮れに奥州北部の大光寺城に籠もって反乱の兵を挙げたという記録が残っており、この「高景」を本項の安達高景とする説がある（『関城繹史』『常陸史料』）が、前述の『太平記』の記載が正しかった場合はそうではないことになる。